# Suchovygås
Suchovygås är en slovakisk lantrasgås från Suchá nad Parnou. De är goda ruvare och föräldrar.